# Mikosszéplak
Mikosszéplak je vas na Madžarskem, ki upravno spada pod podregijo Vasvári Železne županije.